# Floridablanca (Pampanga)
Floridablanca es un municipio de la provincia de la Pampanga en Filipinas. Según el censo de 2000, tiene 85.394 habitantes.

## Barangayes
Floridablanca se divide administrativamente en 33 barangayes:
| - Anon - Apalit - Basa Air Base - Benedicto - Bodega - Cabangcalan - Calantas - Carmencita - Consuelo - Dampe - Del Carmen | - Fortuna - Gutad - Mabical - Malabo - Maligaya - Nabuclod - Pabanlag - Paguiruan - Palmayo - Pandaguirig - Población | - San Antonio - San Isidro - San José - San Nicolás - San Pedro - San Ramón - San Roque - Santa Mónica - Solib - Valdez - Mawacat |